# Milano-Modena 1929
La Milano-Modena 1929, ventesima edizione della corsa, si svolse il 23 giugno 1929 su un percorso di 263 km. La vittoria fu appannaggio dell'italiano Felice Gremo, che completò il percorso in 8h37'00", alla media di 30,522 km/h, precedendo i connazionali Adriano Zanaga e Allegro Grandi.
Sul traguardo di Modena 32 ciclisti, su 56 partiti da Rogoredo/Milano, portarono a termine la competizione.

## Ordine d'arrivo (Top 10)
| Pos. | Corridore          | Squadra         | Tempo    |
| ---- | ------------------ | --------------- | -------- |
| 1    | Felice Gremo       | Ideor           | 8h37'00" |
| 2    | Adriano Zanaga     | Touring         | a 26"    |
| 3    | Allegro Grandi     | Bianchi-Pirelli | s.t.     |
| 4    | Pierino Bertolazzi | -               | a 13'25" |
| 5    | Colombo Neri       | -               | s.t.     |
| 6    | Siro Magagnini     | -               | a 15'10" |
| 7    | Manilo Piazza      | -               | s.t.     |
| 8    | Amilcare Galloni   | -               | s.t.     |
| 9    | Pietro Bestetti    | Bianchi-Pirelli | a 19'30" |
| 10   | Ludovico Bozzani   | -               | s.t.     |